# Klîmovîțea, Irșava
Klîmovîțea (în ucraineană Климовиця) este un sat în comuna Zahattea din raionul Irșava, regiunea Transcarpatia, Ucraina.

## Demografie
Componența lingvistică a localității Klîmovîțea
     Ucraineană (98,74%)
     Rusă (1,01%)
     Alte limbi (0,25%)
Conform recensământului din 2001, majoritatea populației localității Klîmovîțea era vorbitoare de ucraineană (98,74%), existând în minoritate și vorbitori de rusă (1,01%).